# توماس گینزبرا
توماس گِیْنزبرا (انگلیسی: Thomas Gainsborough؛ ‏‎/ˈɡeɪnzbərə/‎؛ ‏  زاده ۱۴ مه ۱۷۲۸- درگذشته ۲ اوت ۱۷۸۸) نقاش انگلیسی، منظره و پرتره بود. او کوچک‌ترین فرزند جان گینزبرا بافنده اهل سوفالک بود. توماس در سال ۱۷۴۰ به قصد تحصیل در رشته هنر، خانه را ترک کرد و در کنار ویلیام هوگارت، فرانسیس هایمن و هوبرت گراولات در لندن به مطالعه هنر پرداخت. در ۱۷۶۹ میلادی او یکی از اعضای آکادمی سلطنتی هنر شد. اما رابطهٔ او با آکادمی سرد بود و گاهی مجبور بود از نمایش آثار خود در نمایشگاه کوتاه بیاید. در ۱۷۷۴ به لندن آمد و تصویر ملکه و پادشاه را کشید. اما شاه رقیب او جاشوا رینولدز را به عنوان نقاش دربار برگزید. او در سال ۱۷۸۸ بر اثر بیماری سرطان درگذشت.

## زندگی و کار

### زندگی در سوفالک
توماس گینزبرا متولد شهر سودبوری از ایالت سوفالک بود. در سن سیزده سالگی برای مطالعه هنر به لندن رفت و اولین تمرینات خود را زیر نظر هوبرت گراولات انجام داد. اما در نهایت زیر نظر ویلیام هوگارت و مدرسه او رفت. او به فرانسیس هایمن در دکوراسیون باغهای واکس هال کمک کرد.

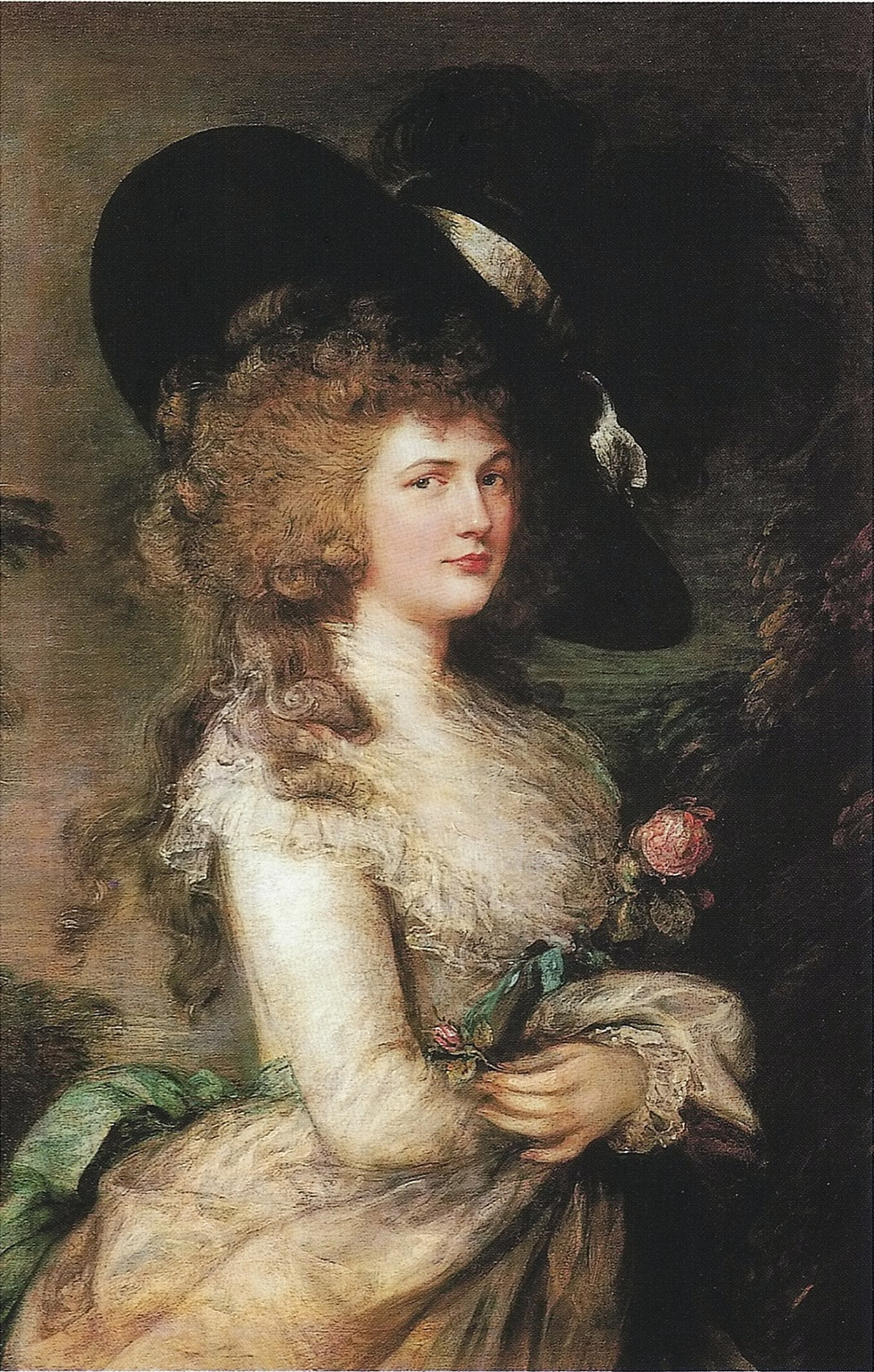
پرتره لیدی جورجینا کاوندیش (۱۷۸۷)

### زندگی در شهر باث
در ۱۷۵۹ میلادی، خانواده گینزبرا به شهر باث نقل مکان کرد. آنجا او زیر نظر آنتونی ون دایک به مطالعه نقاشی پرتره پرداخت. سرانجام توانست توجه مشتریان اشرافی را جلب کند. از سال۱۷۶۱ شروع به ارسال آثار خود به نمایشگاه هنر در لندن کرد. از ۱۷۶۹ به بعد آثار او در نمایشگاه سالنانه آکادمی سلطنتی هنر به نمایش درآمد. این نمایشگاه به شهرت ملی او کمک کرد. او به عضویت در هیئت مؤسسان آکادمی سلطنتی هنر دعوت شد. اما رابطه او با آکادمی با مشکل مواجه بود و سرانجام نمایش آثار او در سال ۱۷۷۳ متوقف شد.

### زندگی در لندن
در سال ۱۷۷۴ همراه با خانواده، گینزبرا به لندن آمد. او در ۱۷۷۷، دوباره تلاش کرد نمایشگاهی از نقاشی‌های خود در آکادمی سلطنتی برپا کند او پرتره‌های از شخصیت‌های مطرح عصر خود مانند دوک و دوشس کامبرلند کشید. نمایشگاه کارهای تو تا شش سال ادامه یافت.
در ۱۷۸۰ میلادی او پرترهٔ پادشاه جورج سوم و ملکهٔ او را کشید. در ۱۷۸۴ نقاش سلطنتی آلن رمزی درگشت و پادشاه این مقام را به رقیب توماس گینزبارو، جاشوا رینولدز واگذار کرد. با این حال گینزبرا همچنان نقاش محبوب خانواده‌های سلطنتی باقی‌ماند.
او در ۲ اوت ۱۷۸۸ و در سن ۶۱ سالگی بر اثر سرطان درگذشت.

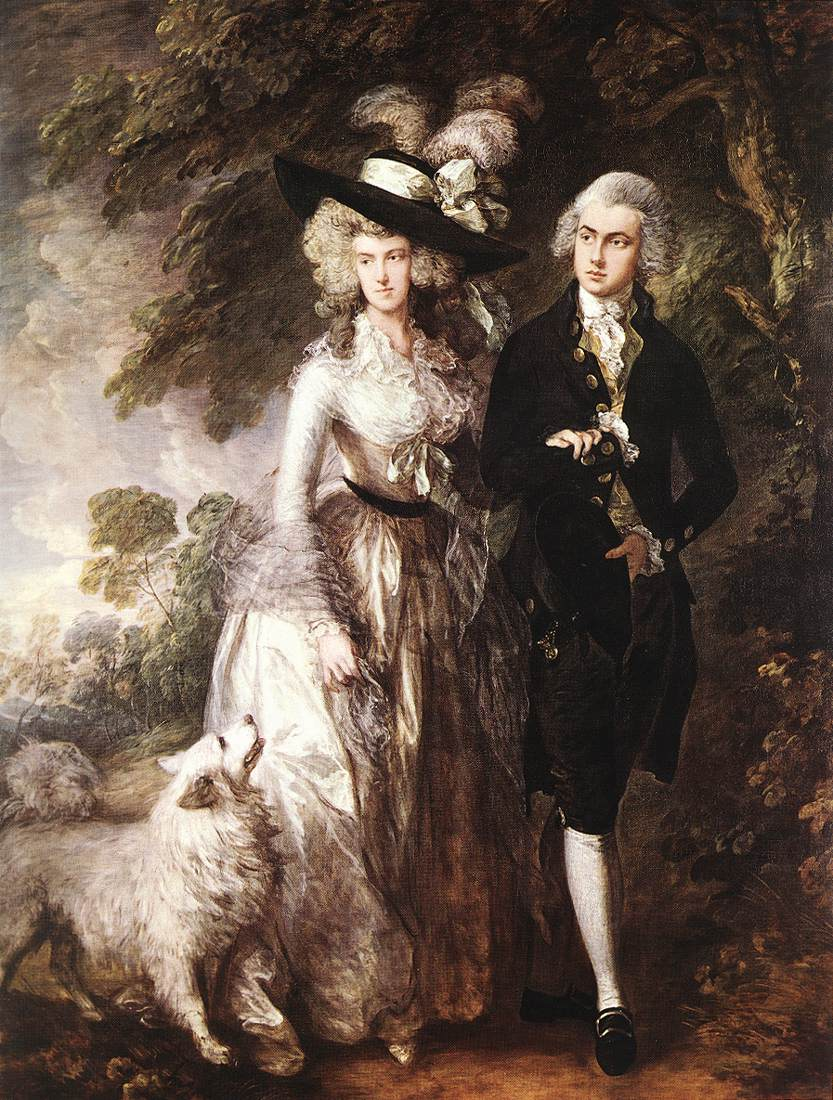
آقا و خانم ویلیام هالِت

## تکنیک
گینزبرا به واسطه سرعت خود در رنگ آمیزی بسیار مورد توجه بود. او از مشاهدات خود از طبیعت استفاده می‌کرد و از اجرای هرگونه قوانین آکادمیک سرباز می‌زد. جان کانستبل نقاش منظره (سبک رمانتیسم) نسل بعد او، حس شاعرانهٔ گینزبرا در نقاشی‌هایش را اینگونه توصیف کرد: «با نگاه به تابلوهای او اشک در چشمانمان جمع می‌شود بدون اینکه دلیل آن را بدانیم».
گینزبرا پاسخ داد: " من از چهره‌نگاری‌ها بیمار شده ام و بسیار زیاد آرزو می‌کنم بتوانم به روستای دلنشین بروم، جایی که می‌توانم مناظر را نقاشی کنم و از این پایان زندگی سخت در آرامش و راحتی لذت ببرم.
معروف‌ترین آثاراو، پرتره خانم گراهام؛ مری و مارگارت: دختران نقاش، ویلیام هالت و همسرش الیزابت استفان که به نام راه رفتن در صبح شناخته شده است و دختر روستائی با سگ و کوزه، نمایانگر فردیت بی همتای موضوعات اوست.
تنها دستیار او برادر زاده اش دوپونت گینزبرا بود.
در آخرین سال زندگی اش گینزبرا با جان هوپنر درنقاشی چهره‌نگاری از کنتس شارلوت تالبوت همکاری داشت.

## گالری آثار

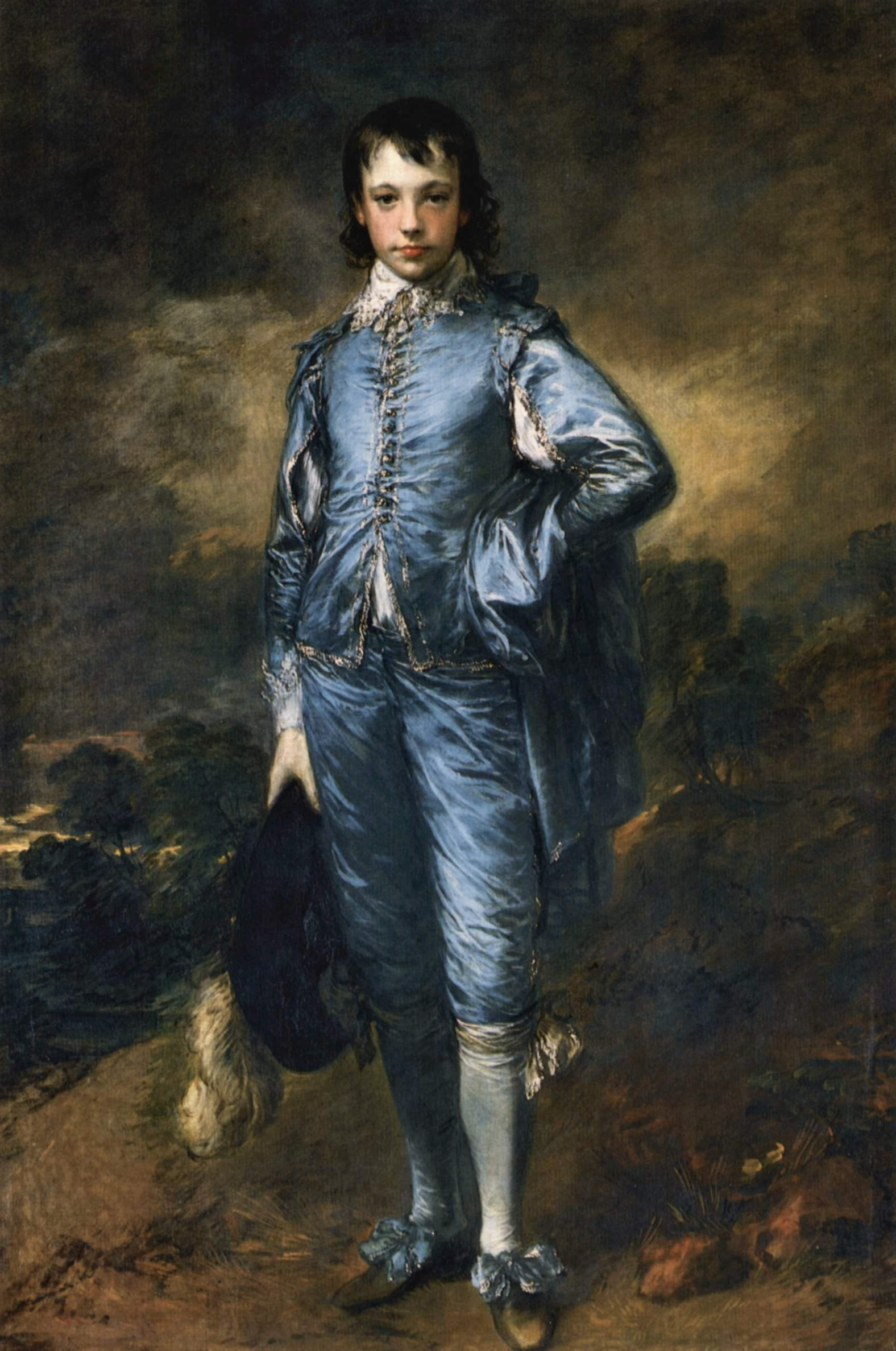
تابلو پسر آبی پوش (۱۷۷۰)

### تابلوپسر آبیپوش
زمانی سِر جاشوا ریولدز رقیب توماس گینزبرا به شاگردانش در آکادمی سلطنتی انگلستان می‌آموخت که از رنگ آبی نباید در پیش زمینه تابلو استفاده کرد، بلکه باید آن را برای پس زمینه‌های دور، برای به تدریج محو کردن تپه در افق در نظر گرفت. نقل است که در همین زمان توماس گینزبرا که می‌خواست ثابت کند این گونه قواعد مکتبی معمولاً بی معنا و مهمل اند تابلوی معروف خود را به نام «پسر آبی» (پسر آبی پوش) نقاشی کرد. وی در این تابلو رنگ آبی را برای لباس پسر به کار برد که در وسط پیش زمینه تابلو، در برابر قهوه‌ای گرم پس زمینه، درخشش خاصی دارد.

### دیگر آثار

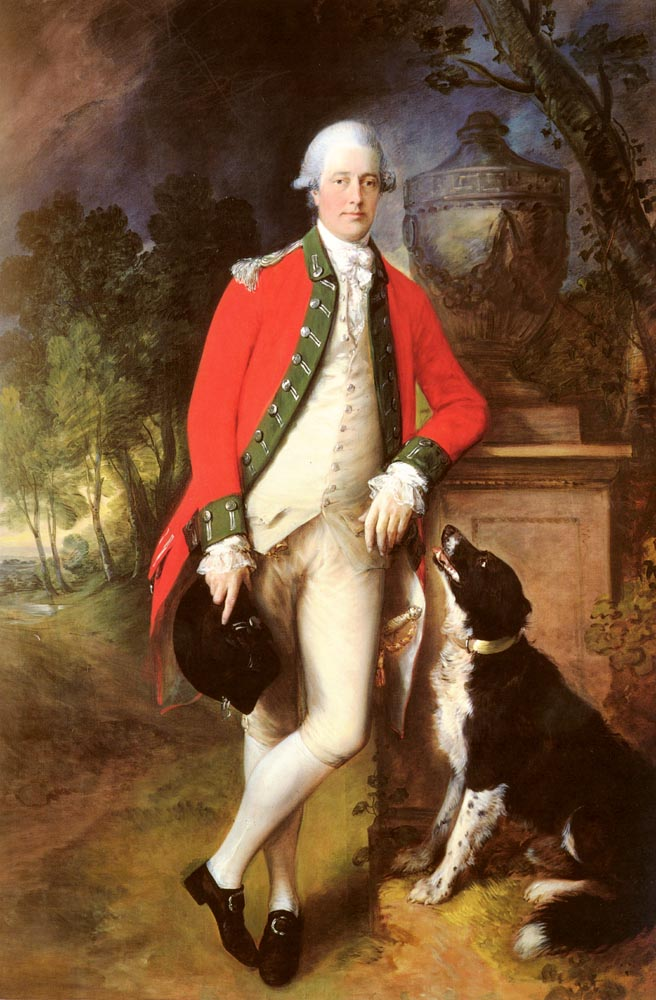
کُلنل جان بُولک (سال ۱۷۸۰)
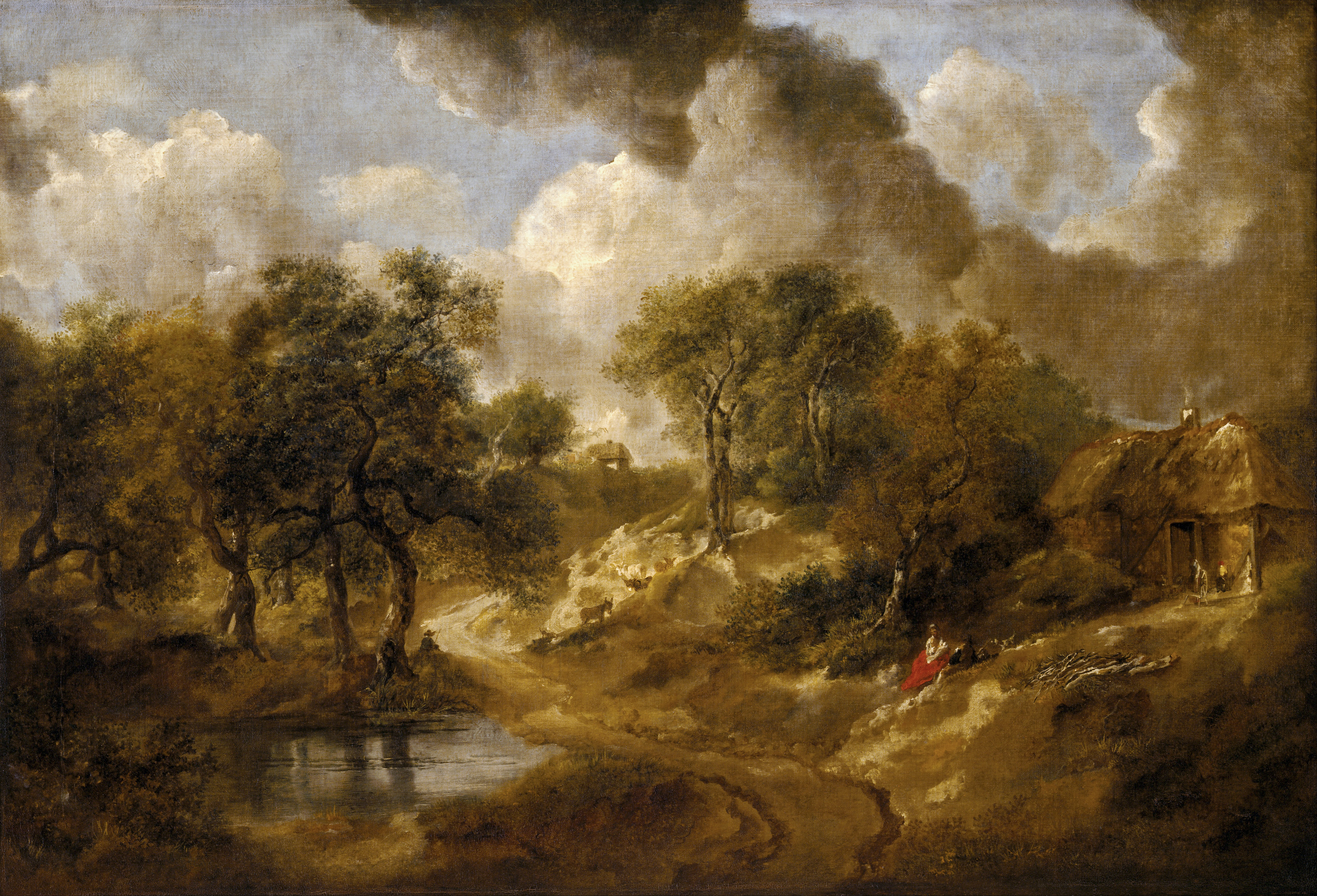
منظره یی از سوفالک (۱۷۴۸)
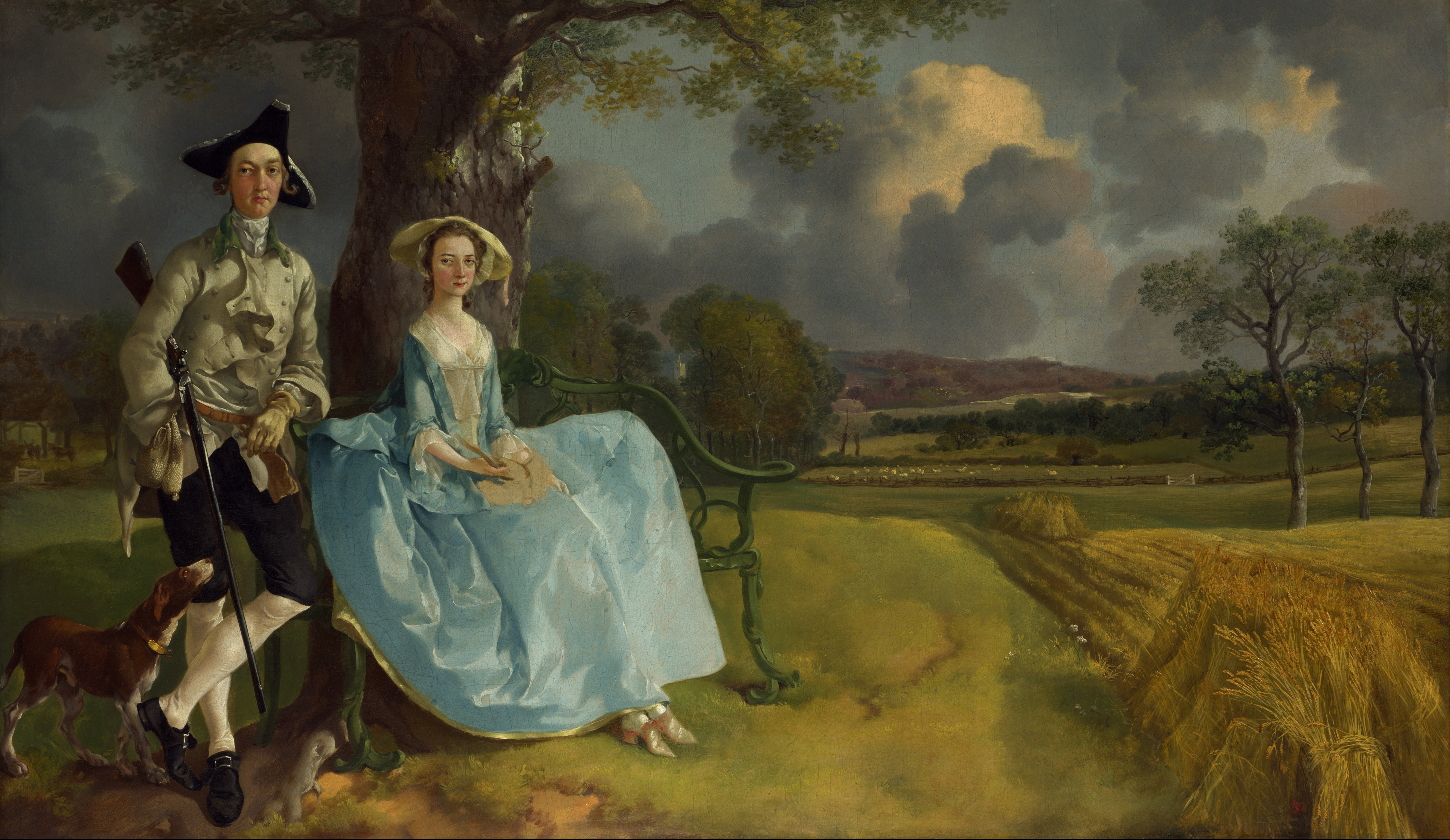
خانم و آقای اندرز(۱۷۴۸–۱۷۵۰)
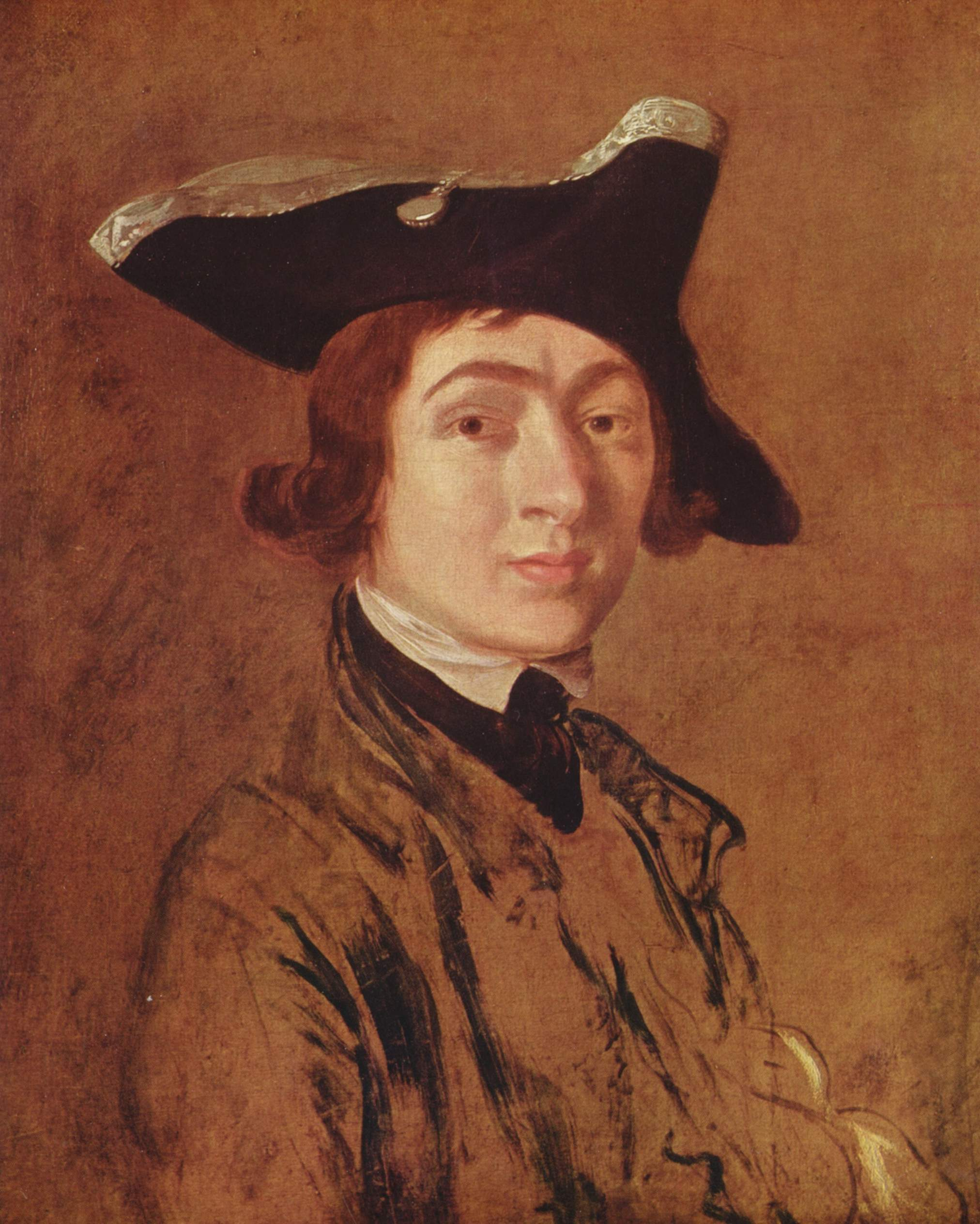
نقاشی که توماس گینزبارو ازخود کشیده(سال۱۷۵۴)
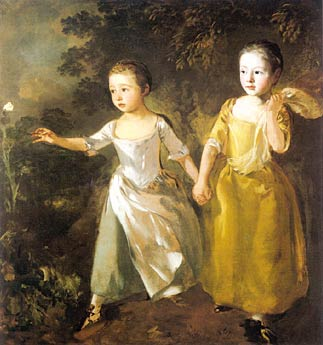
دختران گینزبارو در تعقیب پروانه  (۱۷۵۶)
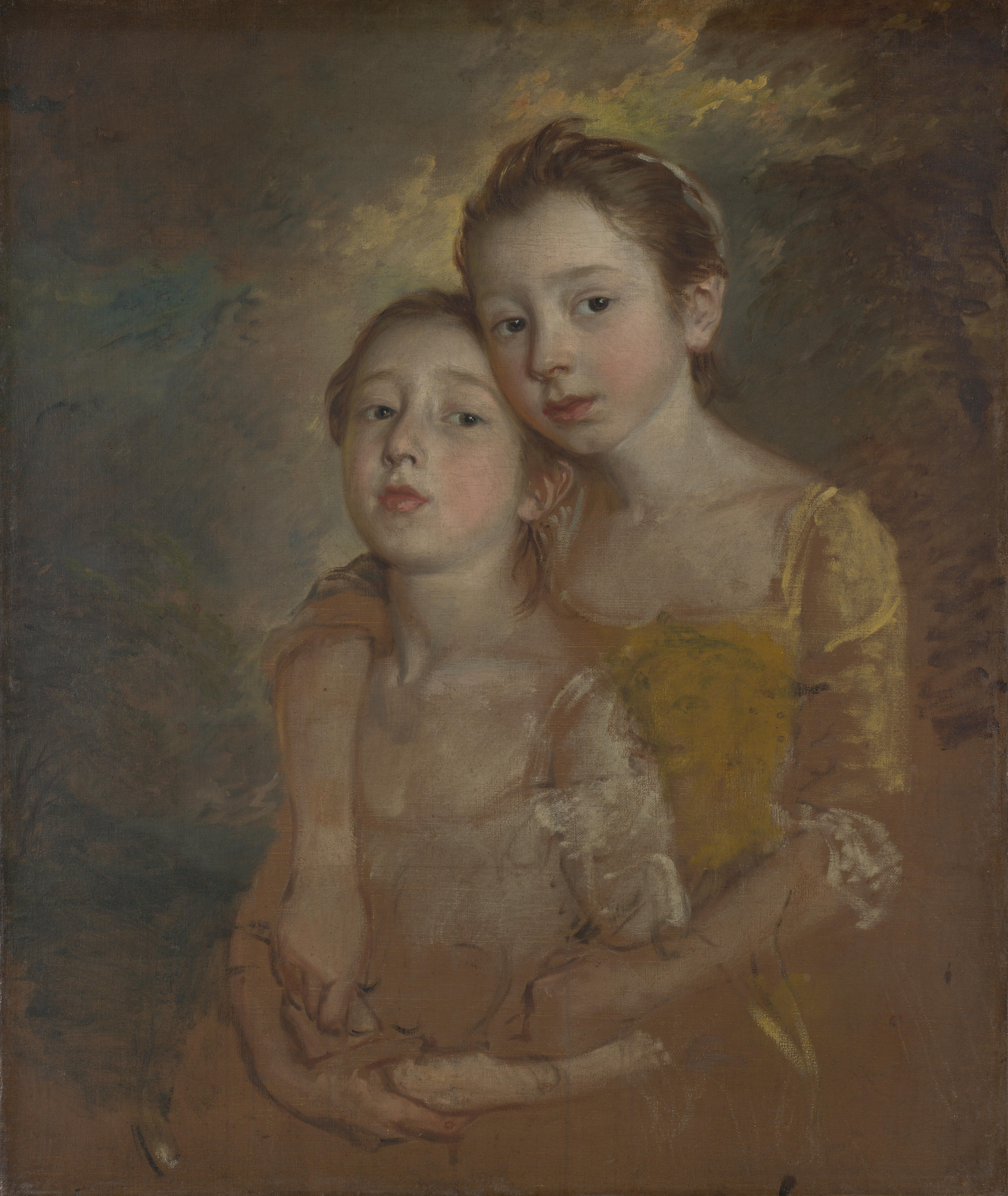
دختران گینزبارو با گربه(سال ۱۷۵۹)
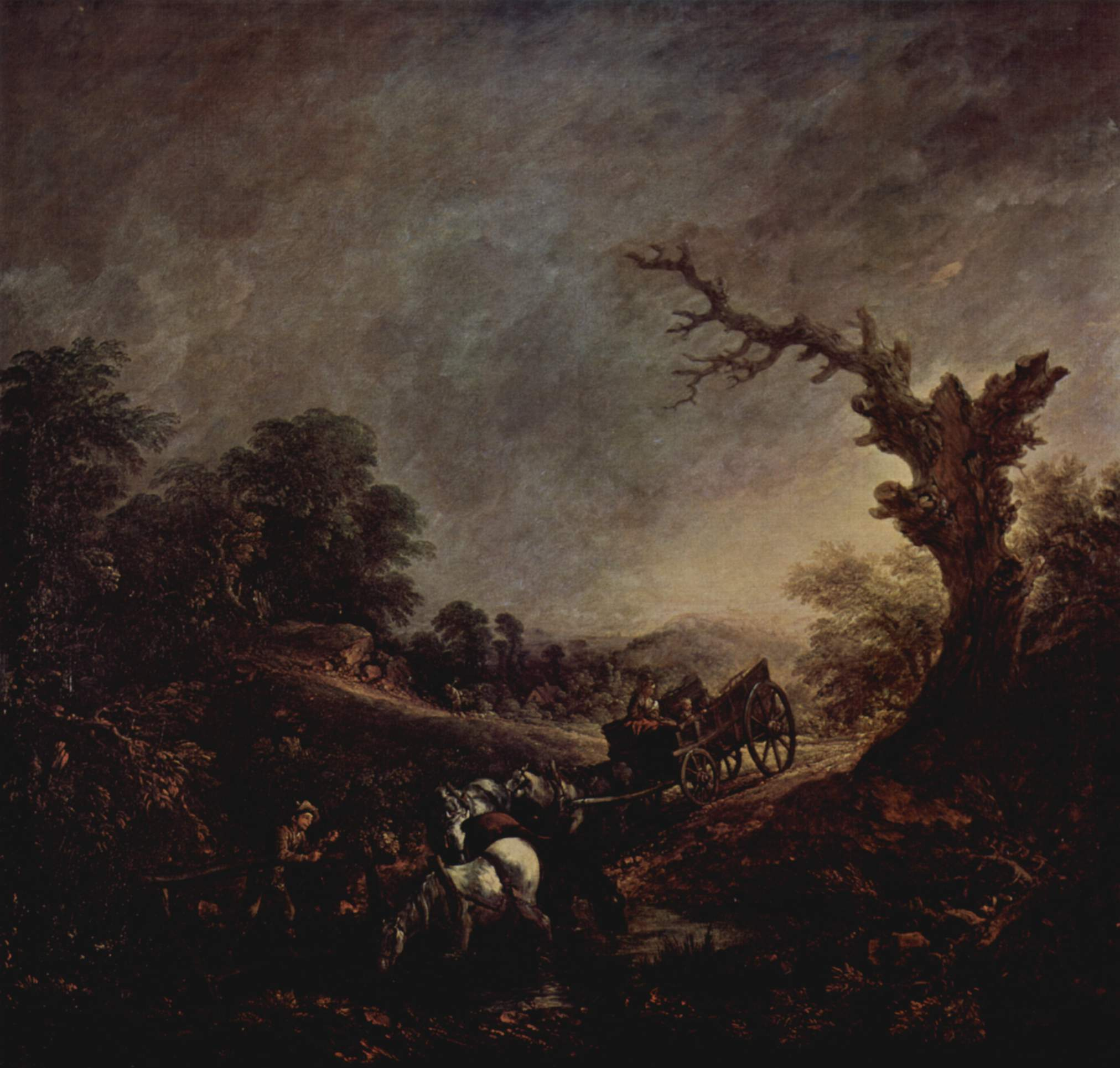
غروب خورشید  (۱۷۶۰)
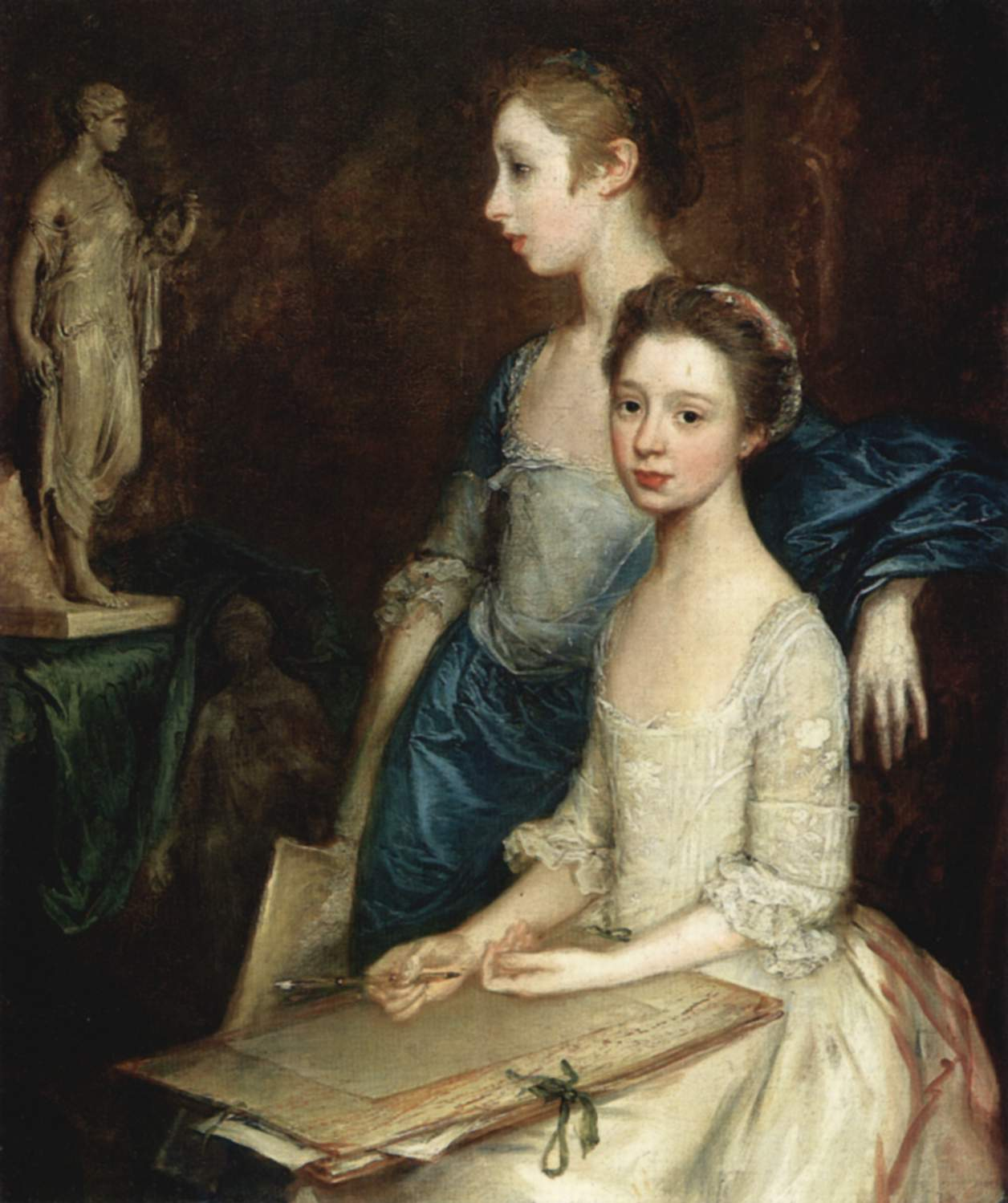
دختران گینزبارو،مولی و پگی  (۱۷۶۰)
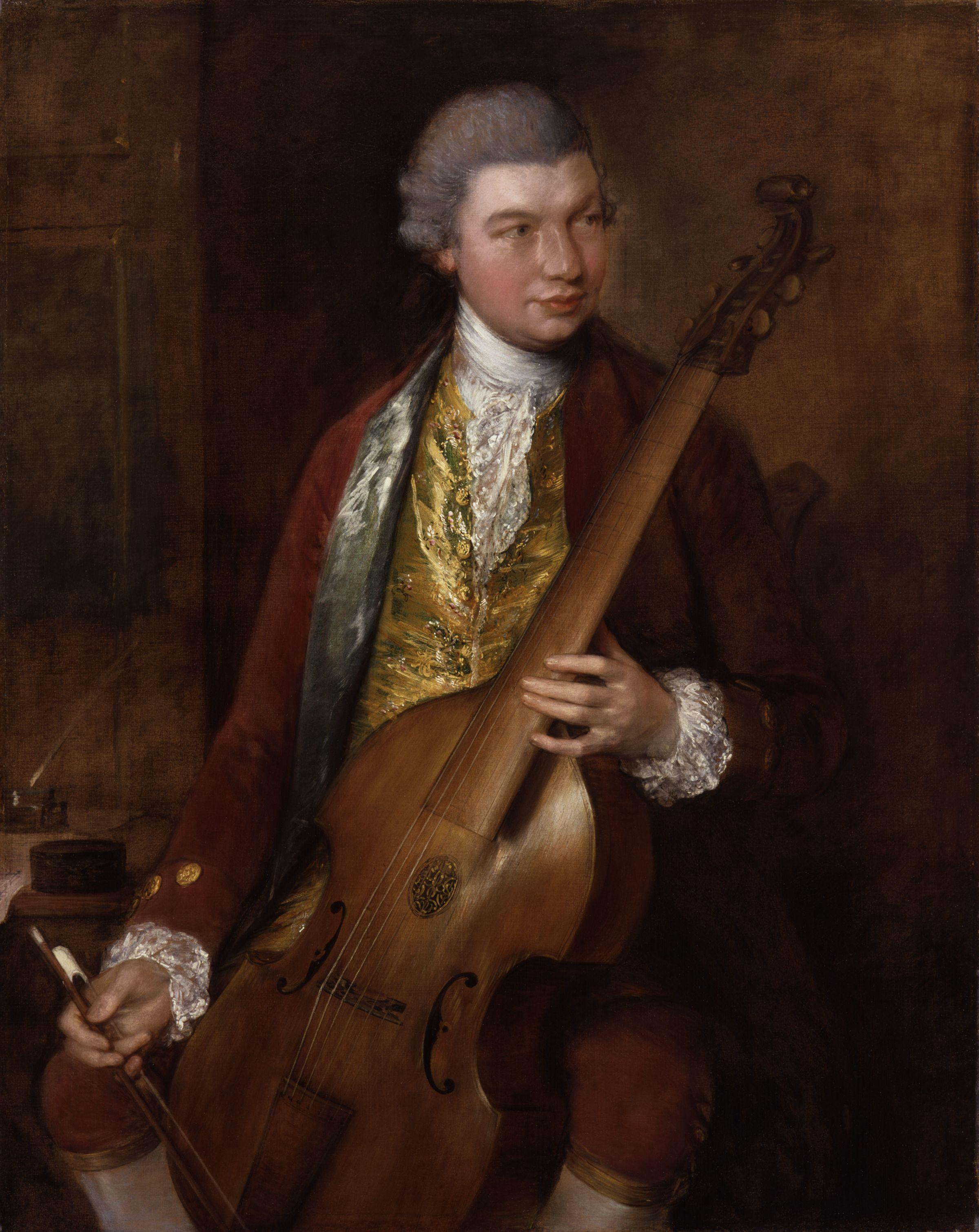
پرتره ابل نوازنده( ۱۷۶۵)
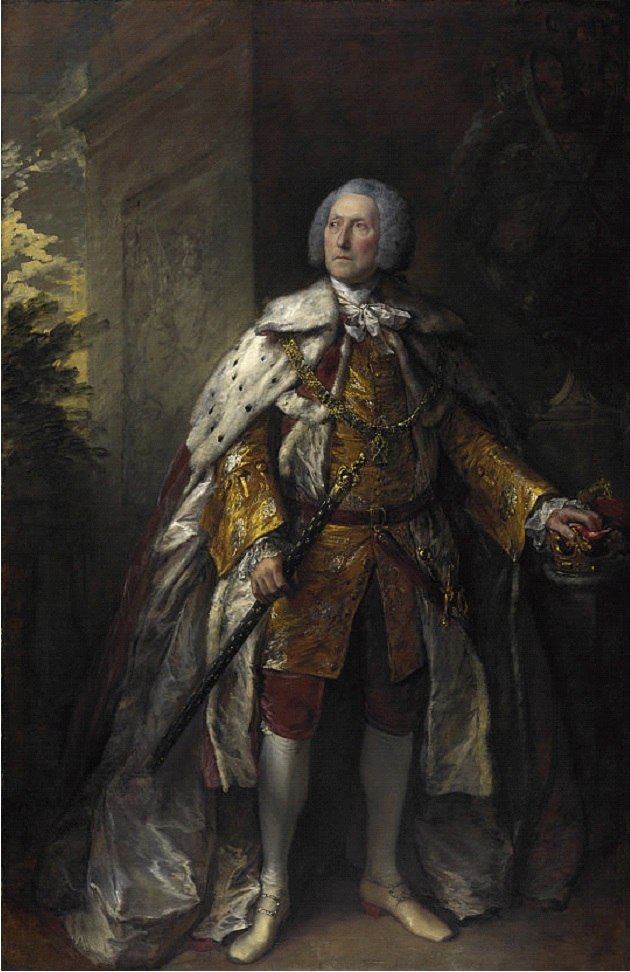
پرتره جان کمبل (۱۷۶۷)
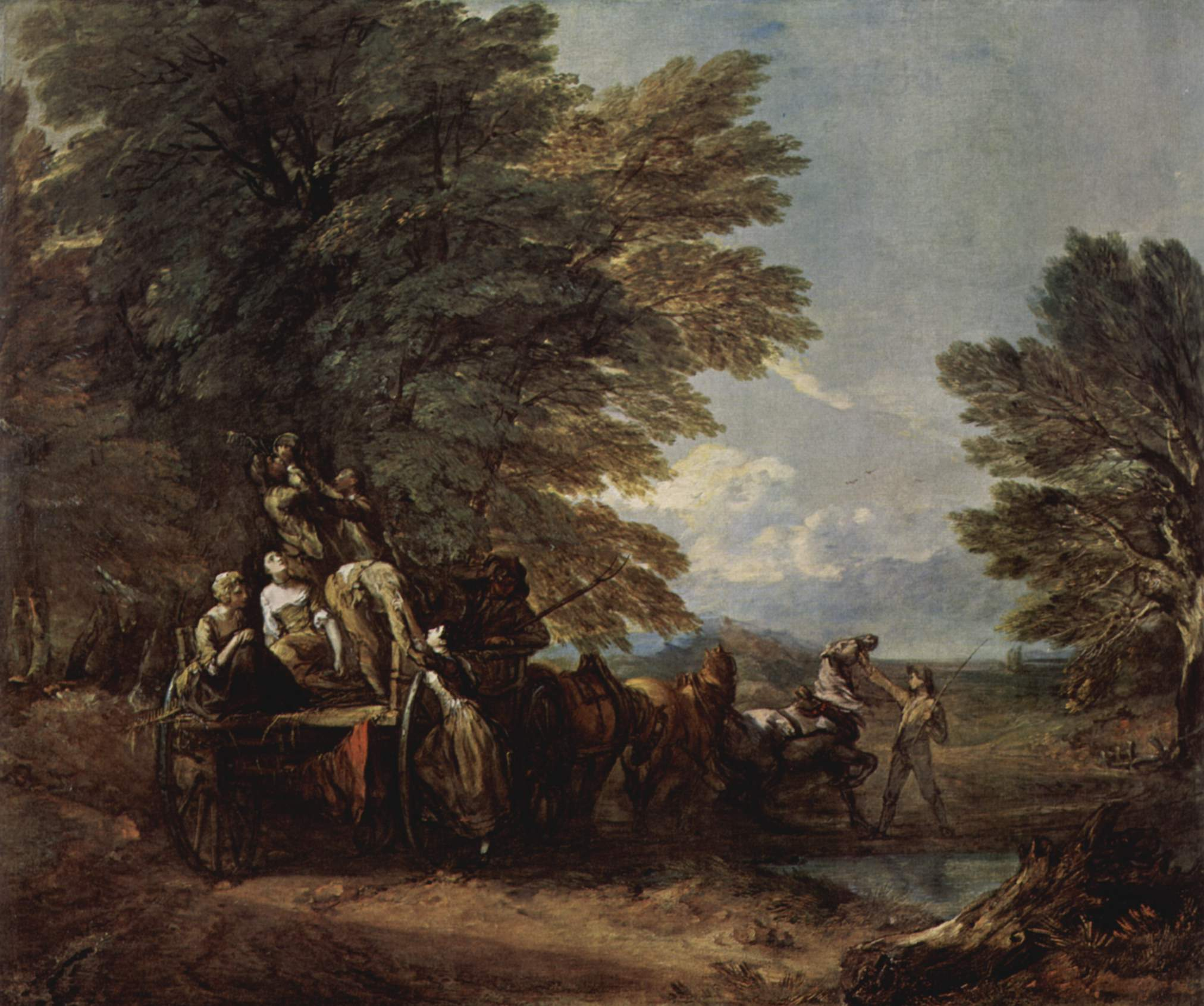
ارابه خرمن(حدود سال۱۷۶۷)
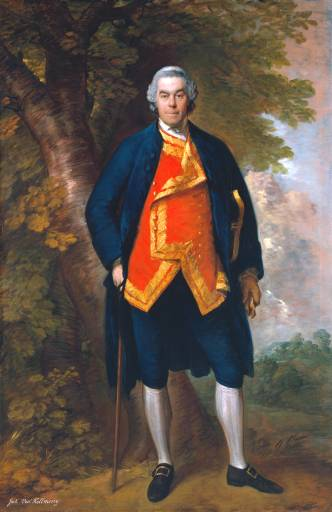
پرتره از جان ندها (سال۱۷۶۸ )
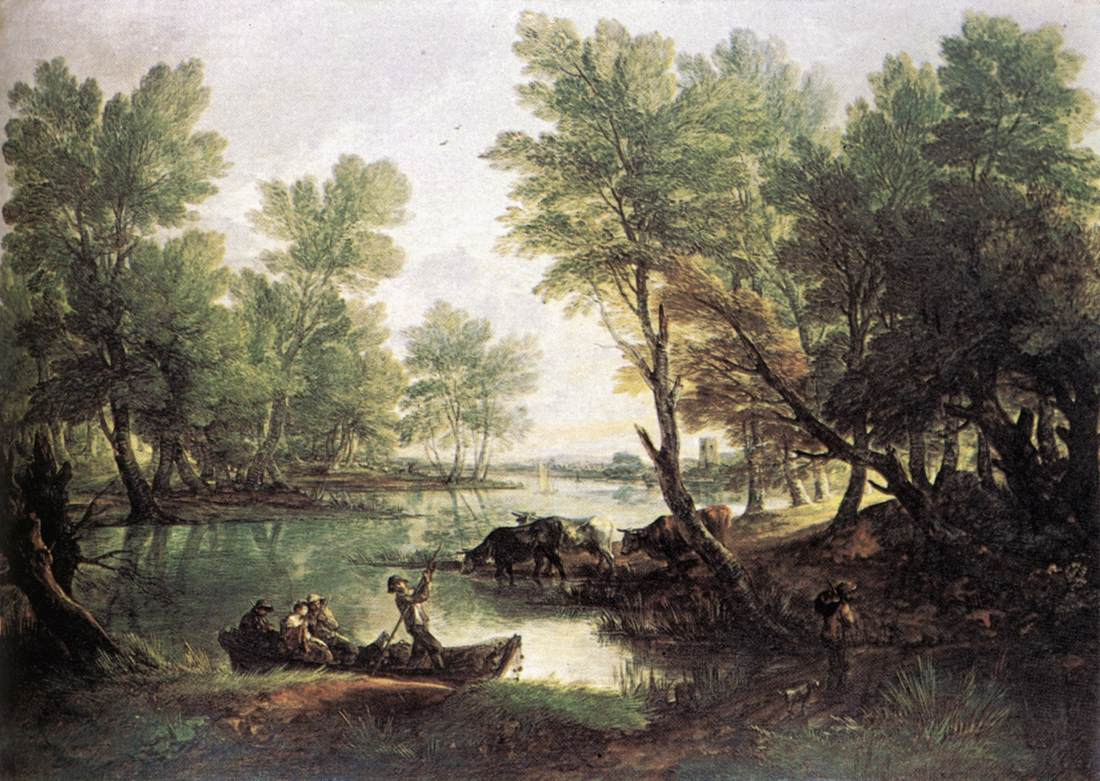
چشم انداز رودخانه  (۱۷۶۸–۱۷۷۰)
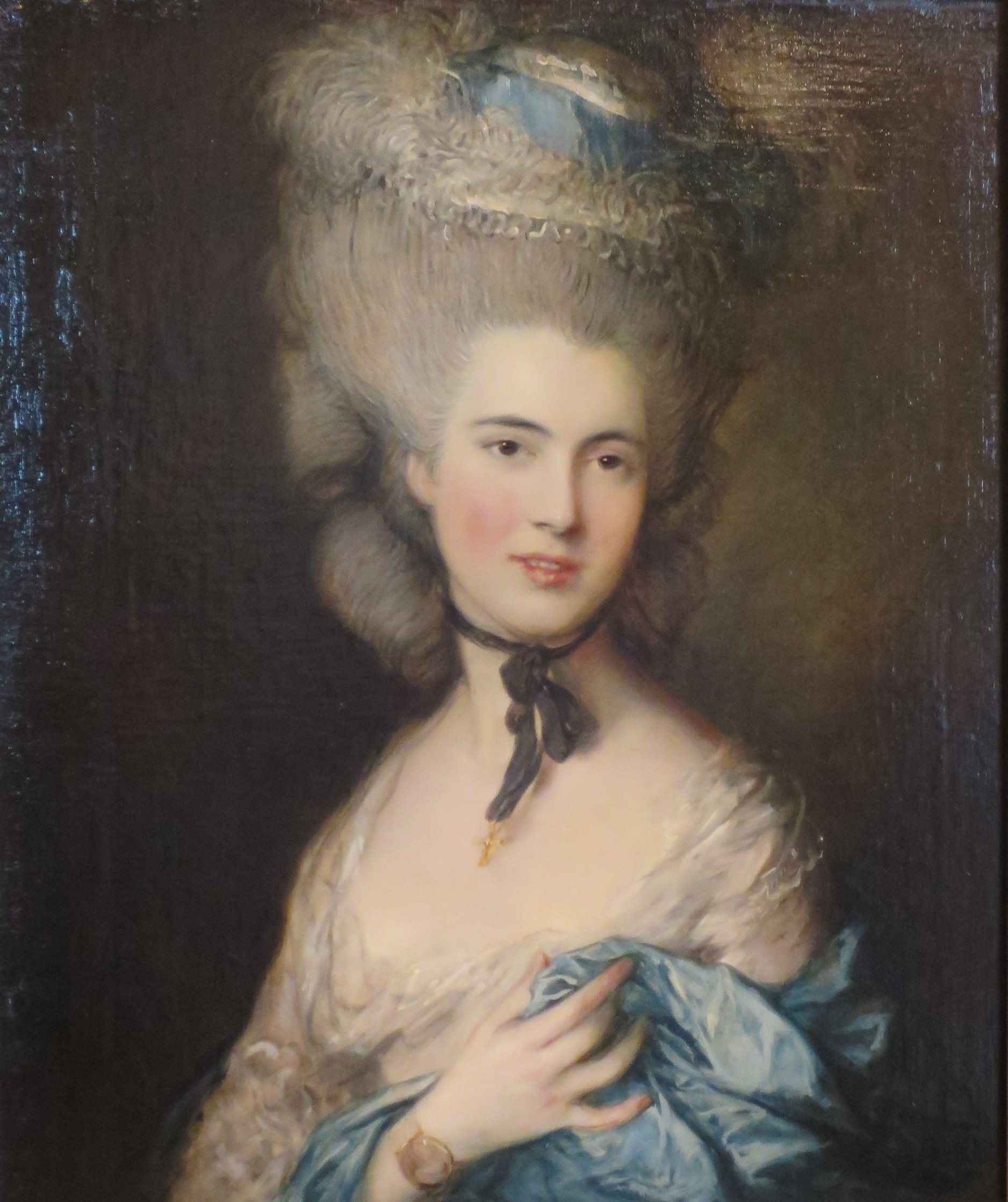
بانوی آبی پوش ( ۱۷۷۰)
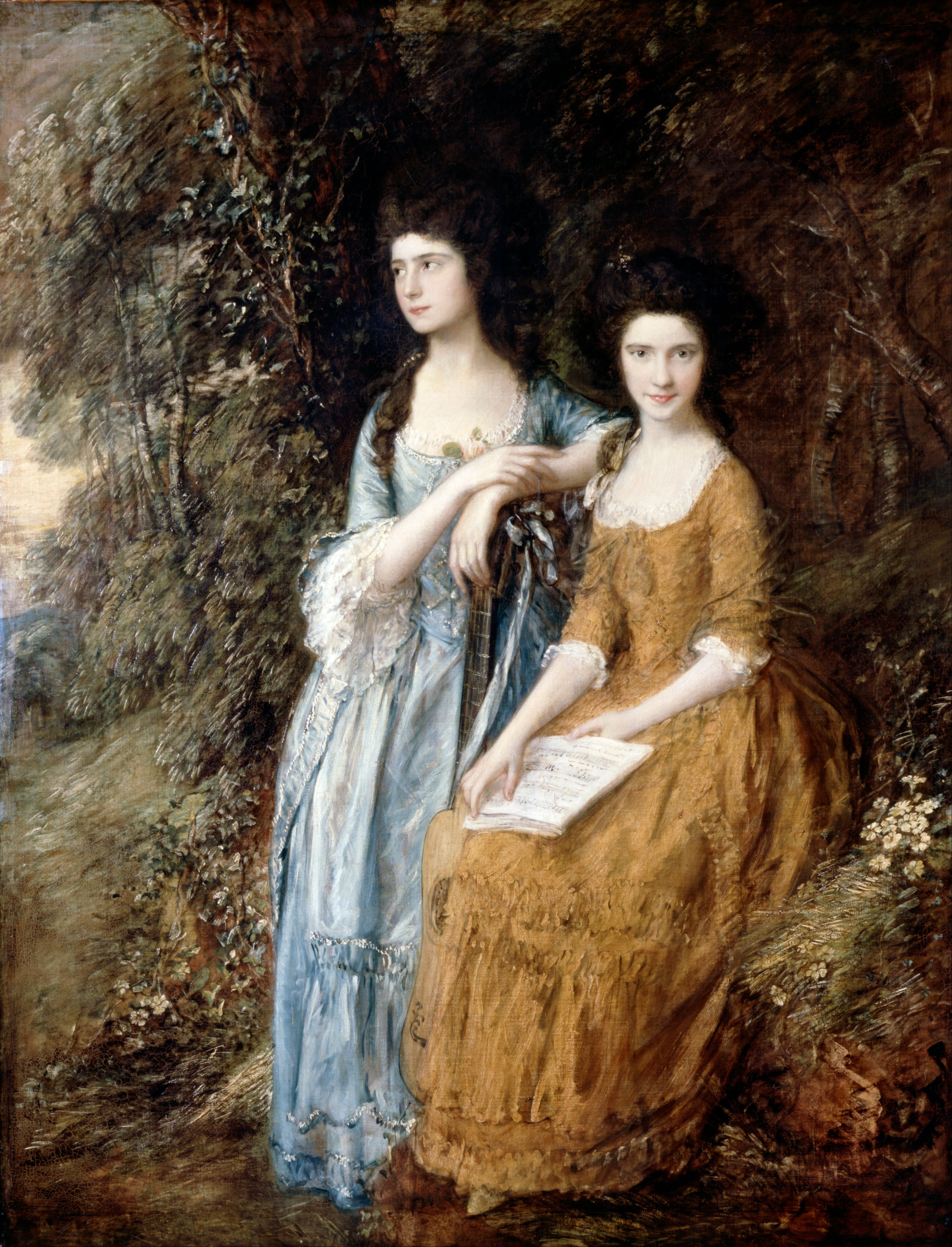
خواهران لینلی (۱۷۷۲)
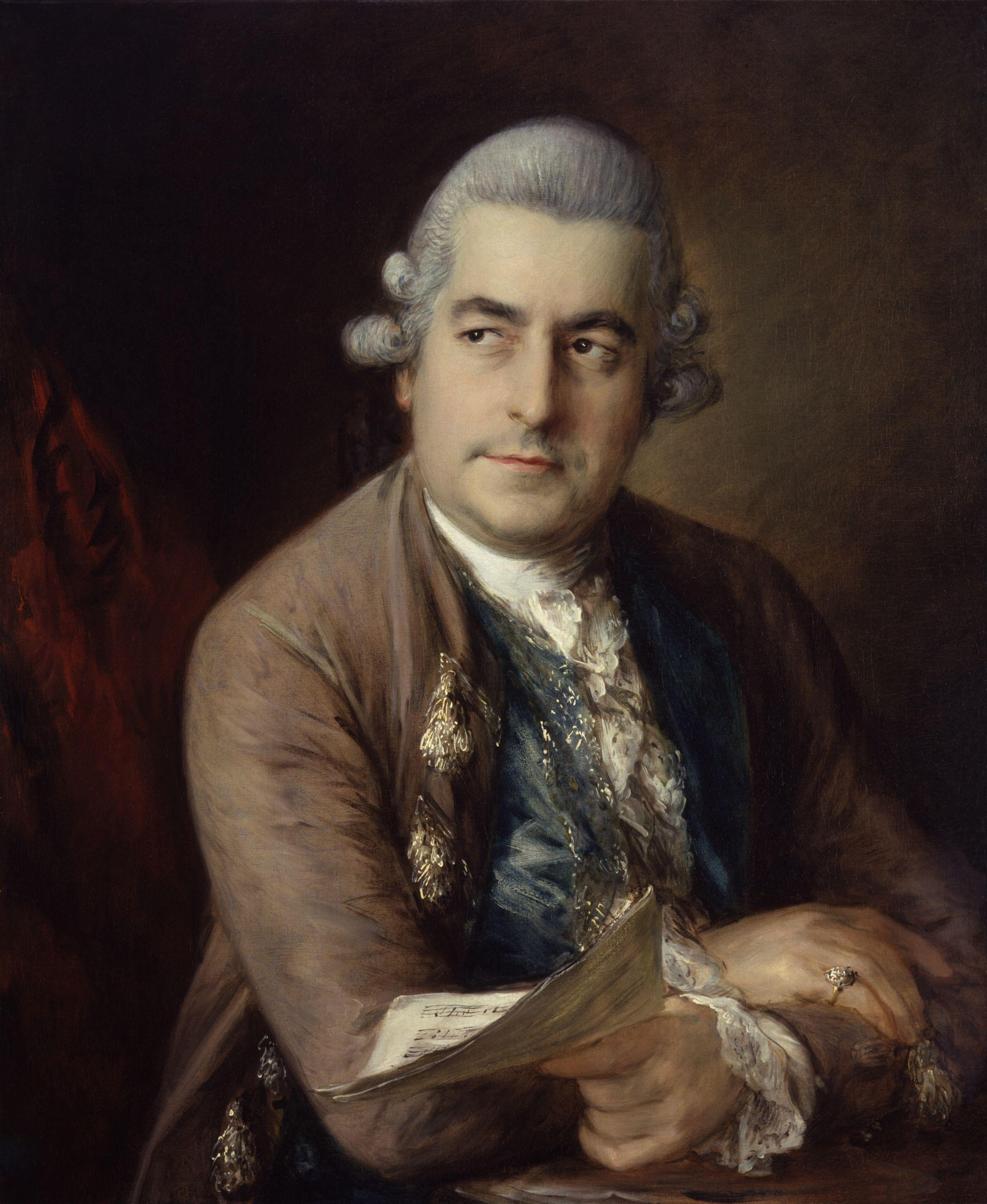
یوهان کریستین باخ(۱۷۷۶)
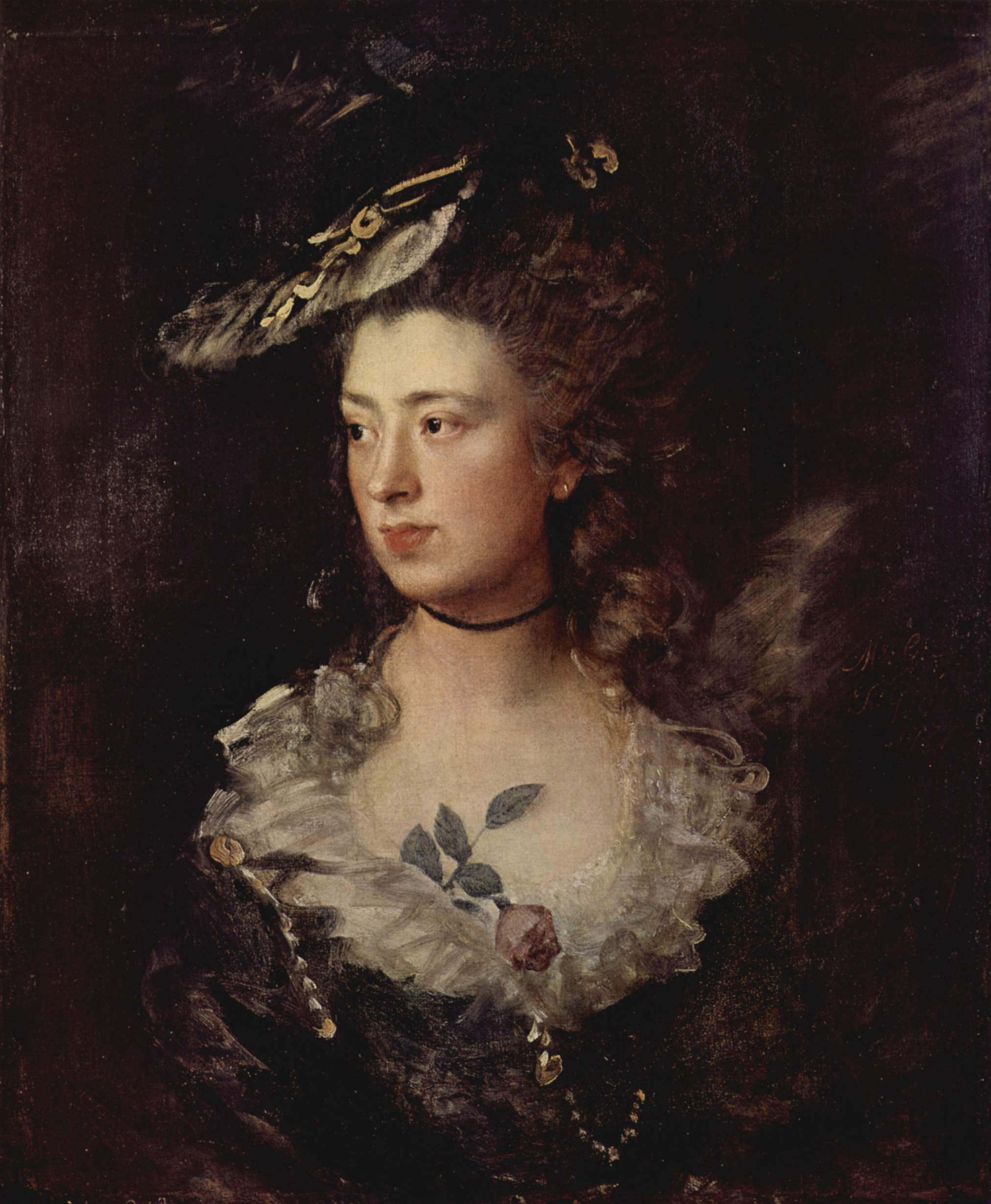
دختر گینزبارومری (۱۷۷۷)
ریچاد ساوج( ۸۰-۱۷۷۸)
جورجیناکاوندیش دوشیزه دونشایر(۱۷۸۳)
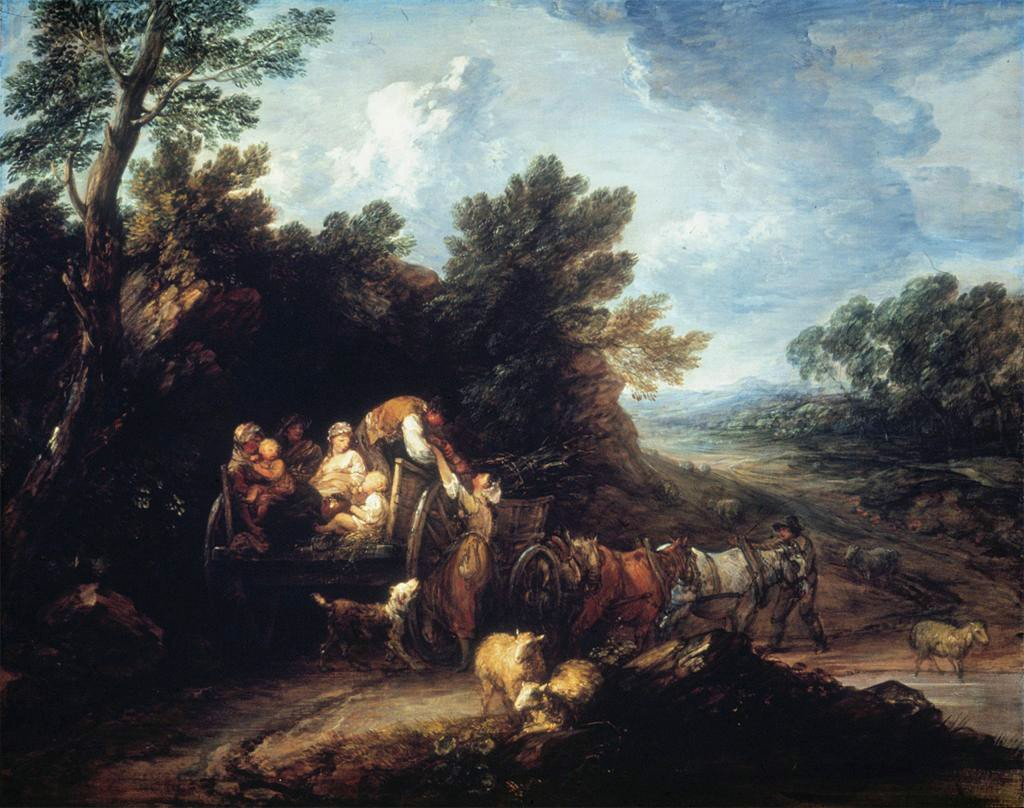
ارابه خرمن ( ۱۷۸۴)
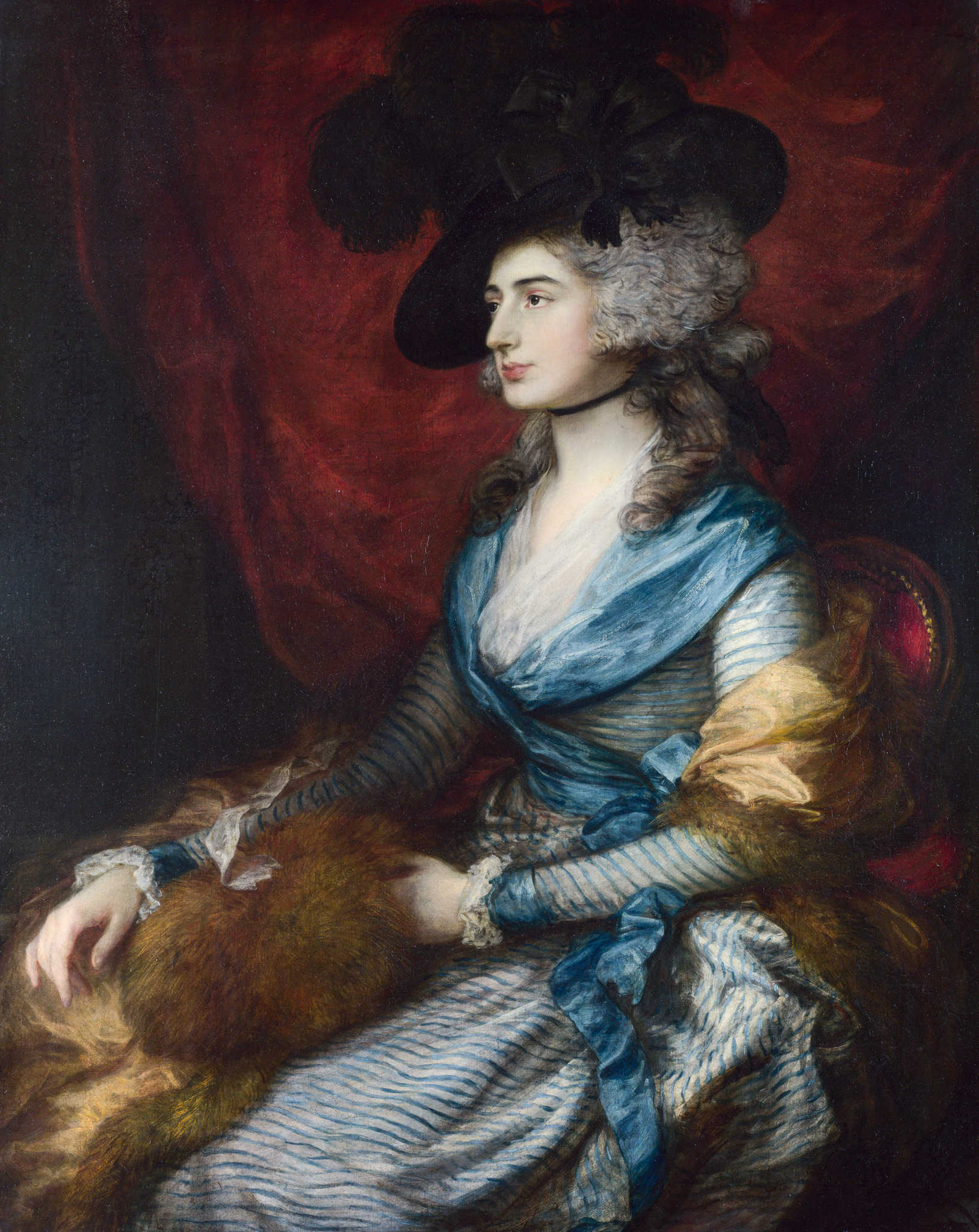
مادام ساره سیدونز(۱۷۸۵ )
مادام ریچارد برسلی شرایدون(۱۷۸۵–۸۶)
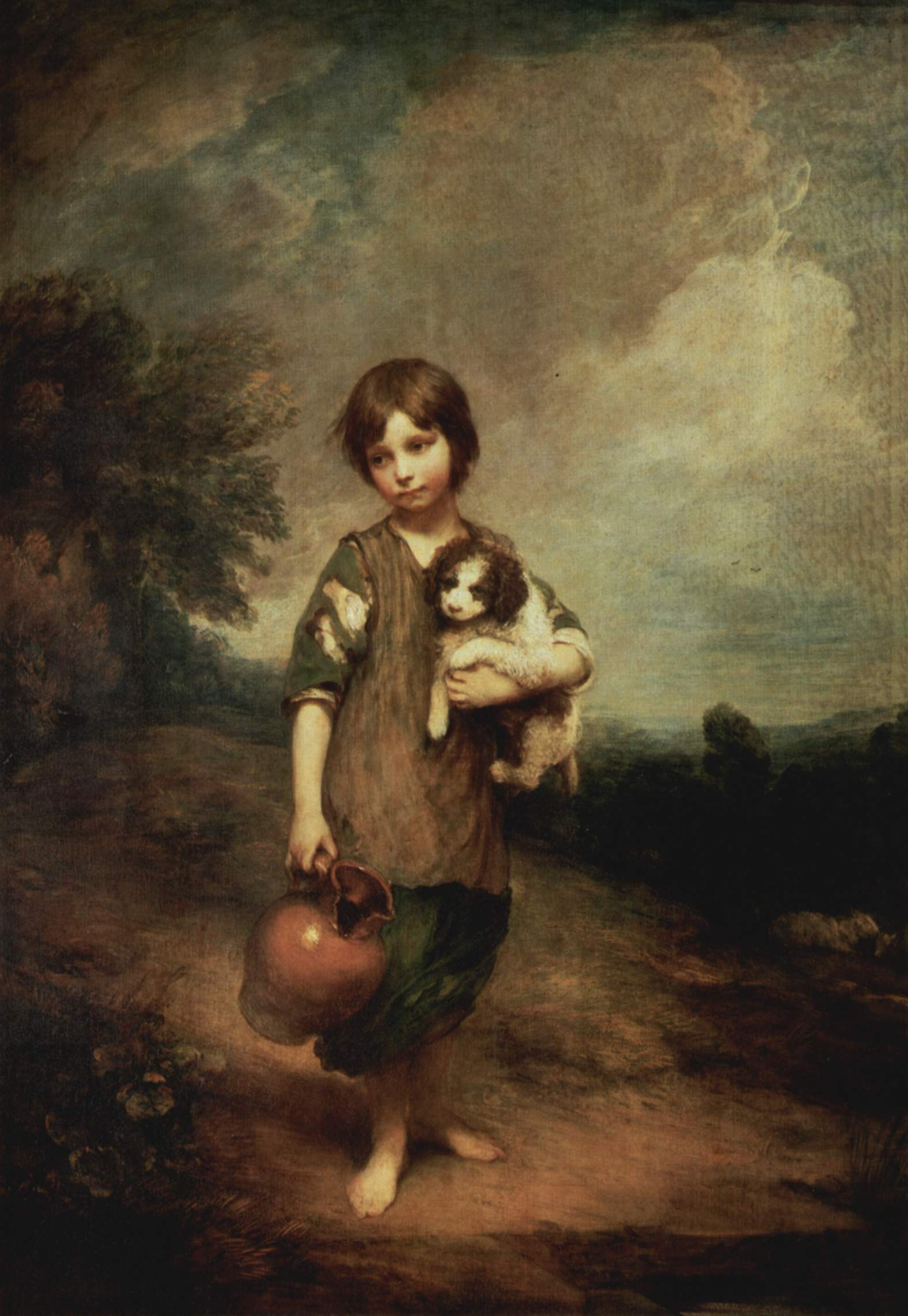
دختر روستایی با سگ و کوزه(۱۷۸۵)
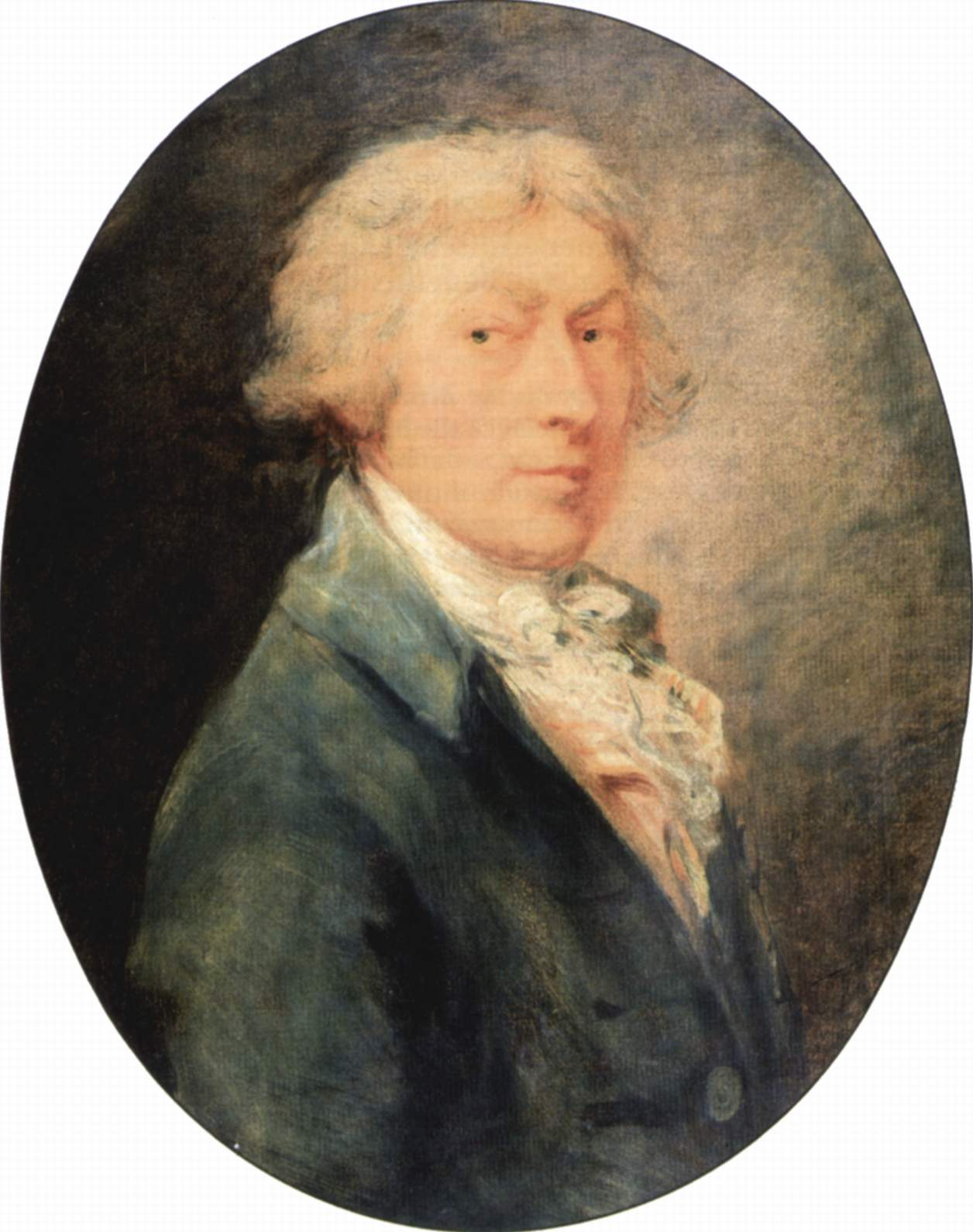
نقاشی که توماس گینزبارو از خود کشیده(سال۱۷۸۷)
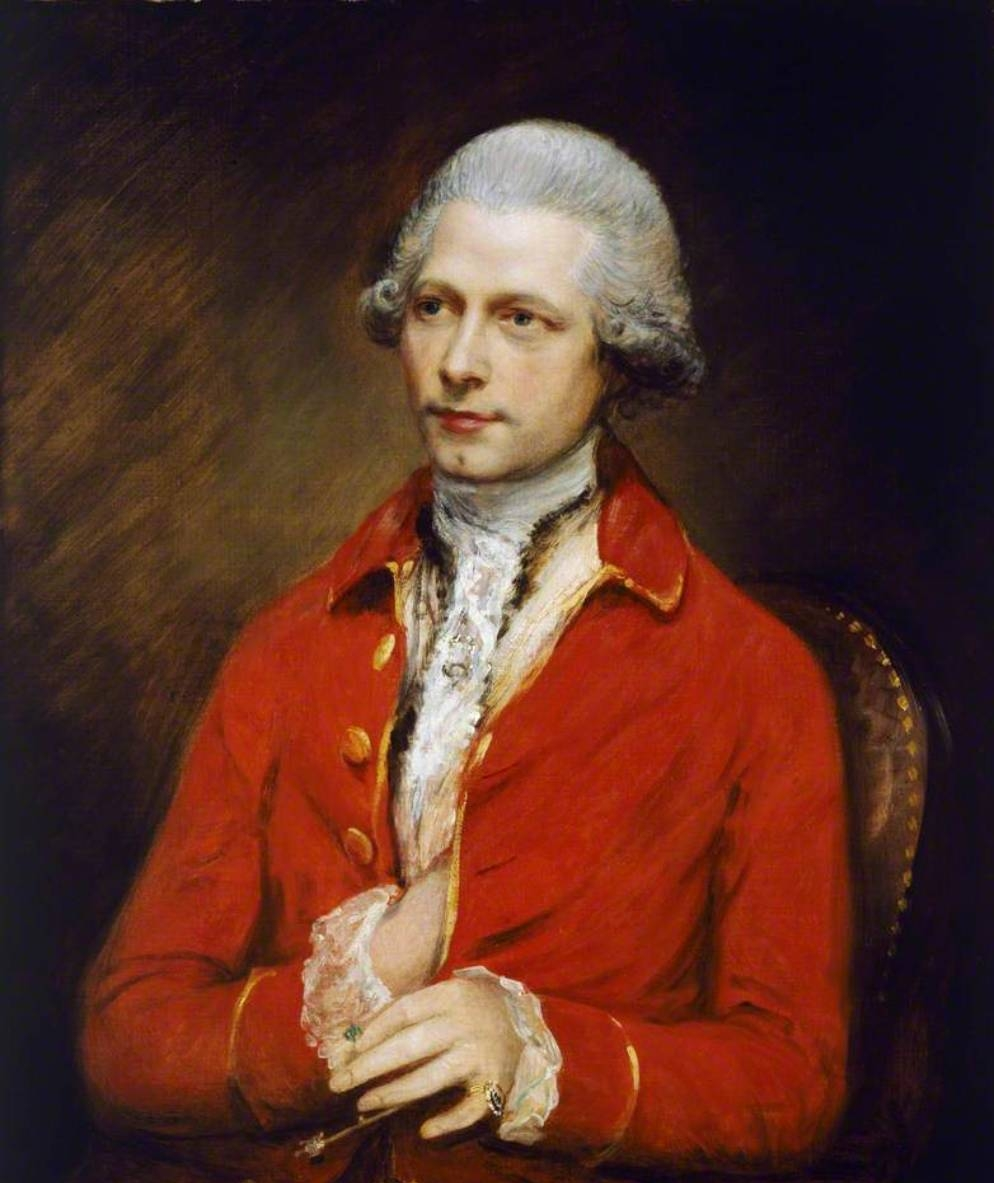
جان ژوزف مرلین (۱۸۰۳-۱۷۳۵)- اثر توماس گینزبورو